# Таупо (вулкан)
Та́упо — спящий вулкан на Северном острове Новой Зеландии. Его кальдера заполнена одноименным озером.

## Вулканическая история
Произошедшее 26 500 лет назад извержение Таупо, известное как извержение Оруануи, стало крупнейшим вулканическим извержением в мире за последние 70 000 лет и достигло 8 баллов по шкале VEI. Извержение произошло в позднем плейстоцене и отличалось огромным объёмом вулканических выбросов. По оценкам учёных, было извергнуто около 430 км³ пирокластического материала, 320 км³ игнимбрита и 420 км³ первичного внутрикальдерного материала, объём которого эквивалентен 530 км³ магмы. На основе анализа вулканического материала исследователи разделили извержение Оруануи на десять этапов.
Во время ранних фаз извержения началось формирование гигантской кальдеры, расширение которой завершилось на последнем этапе. В настоящее время кальдера частично заполнена озером Таупо.
Около 180 года н.э. произошло последнее значительное извержение (7 баллов по шкале VEI), получившее в честь месторождений плинианской пемзы название извержение Хатепе. Было выброшено около 120 км³ материала, из которых 30 км³ извергнуто в течение нескольких минут. Считается, что высота эруптивной колонны достигла 50 км, что вдвое выше, чем колонна от извержения вулкана Сент-Хеленс в 1980 году. Всё это делает извержение одним из самых сильных за последние 5000 лет, сопоставимым по мощности с извержением вулкана Пэктусан (около 1000 года н. э.) и Тамбора (1815 год). Извержение имело не столь сильное влияние на северное полушарие, однако римские и китайские источники зарегистрировали явление «красного неба».